# Titularbistum Thignica
Das Bistum Thignica (italienisch diocesi di Tignica, lateinisch Dioecesis Thignicensis) ist ein Titularbistum der römisch-katholischen Kirche benannt nach einem alten Bischofssitz in der Stadt Thignica in der römischen Provinz Africa proconsularis im nordafrikanischen Gebiet von Numidien. Das historische Bistum war ein Suffraganbistum des Erzbistums Karthago. 
Das historische Thignica ist identisch mit der heutigen Ruinenstätte Aïn Tounga in Tunesien.
| Titularbischöfe von Thignica |                                   |                                                            |                   |                    |
| Nr.                          | Name                              | Amt                                                        | von               | bis                |
| 1                            | Armengol Coll y Armengol CMF      | Apostolischer Vikar von Fernando Poo (Spanisch-Guinea)     | 10. Mai 1904      | 21. April 1918     |
| 2                            | Auguste Declercq CICM             | Apostolischer Vikar von Ober-Kasaï (Belgisch-Kongo)        | 24. August 1918   | 23. November 1939  |
| 3                            | Patrick Joseph Kelly SMA          | Apostolischer Vikar von West-Nigeria (Protektorat Nigeria) | 11. Dezember 1939 | 18. April 1950     |
| 4                            | Raffaele Angelo Palazzi OFM       | emeritierter Bischof von Hengyang (Volksrepublik China)    | 1. Februar 1951   | 18. Oktober 1961   |
| 5                            | James Joseph Komba                | Weihbischof in Peramiho (Tansania)                         | 22. Dezember 1961 | 6. Februar 1969    |
| 6                            | John Satterthwaite                | Koadjutorbischof von Lismore (Australien)                  | 6. März 1969      | 1. September 1971  |
| 7                            | Francis Folorunsho Clement Alonge | Weihbischof in Ondo (Nigeria)                              | 17. Dezember 1973 | 31. Mai 1976       |
| 8                            | Wilhelm Wöste                     | Weihbischof in Münster (Deutschland)                       | 6. November 1976  | 15. September 1993 |
| 9                            | Anastácio Cahango OFMCap          | Weihbischof in Luanda (Angola)                             | 17. Januar 1998   |                    |